# Эллери Куин
Э́ллери Куин (англ. Ellery Queen, также популярен вариант Квин) — творческий псевдоним двух американских писателей еврейского происхождения, кузенов: Фредерика Даннэя, настоящие имя и фамилия Даниэль Натан (20 октября 1905 — 3 сентября 1982), и Манфреда Б. Ли, настоящие имя и фамилия Эмануэль Леповски (11 января 1905 — 3 апреля 1971). Оба родились в Бруклине. Занимались литературно-издательской деятельностью. В 1929 году для конкурса в одном из журналов создали роман «Тайна римской шляпы» (другое название "Таинственный цилиндр"), опубликованный в том же году под псевдонимом «Эллери Куин». Роман выиграл главный приз в размере 7500 долларов. В нём впервые появился главный герой их произведений — молодой писатель и сыщик-любитель Эллери Куин. Эллери — интеллектуал, который занимается расследованием преступлений, как правило, помогая своему отцу — инспектору полиции Нью-Йорка Ричарду Куину, причём «в отличие от традиционных детективных пар такого рода, роль Ричарда выписана с достаточным уважением и доброжелательностью».
Соавторы также писали под псевдонимом «Барнеби Росс» (цикл, где в качестве детектива выступает глухой актёр Друри Лейн) и позволили другим авторам издать ряд произведений под обоими этими своими псевдонимами. При этом те книги, где главным героем является Эллери Куин (написанные в основном Теодором Старджоном и Аврамом Дэвидсоном), рассматриваются как официальная часть наследия кузенов и перечислены в списке ниже. Из опубликованных под псевдонимами «Эллери Куин» или «Барнеби Росс» произведений, где не действует ни один из постоянных персонажей циклов, к официальному творчеству соавторов относят только книги, действительно написанные Даннеем и Ли.
Произведения «Эллери Куина» (включая написанные другими авторами) перестали выходить с кончиной Ли, после чего Данней сосредоточился только на издании детективного журнала «Ellery Queen’s Mystery Magazine», созданного соавторами ещё в 1941 году.
Творчество Даннея и Ли по стилю относится к «золотому веку детектива», причём их отличительной чертой является стремление к математичности сюжетных головоломок, сочетающееся с эрудицией в гуманитарных областях. Для некоторых послевоенных произведений характерны элементы психологического детектива и стремление к усилению реализма в описании сопутствующих преступлению событий.
Эллери Куин был вторым председателем Ассоциации детективных писателей США и занимал свой пост в 1945 году.

## Переведенные на русский язык романы и новеллы Даннея и Ли

### Эллери Квин
- Тайна римской шляпы[англ.] (в других переводах — Таинственный цилиндр, Тайна исчезнувшей шляпы) — 1929
- Тайна французского порошка[англ.] (в другом переводе — Тайна белого порошка) — 1930
- Тайна голландской туфли[англ.] (в других переводах — Тайна голландского башмака, Тайна больничных туфель) — 1931
- Тайна греческого гроба[англ.] (в другом переводе — Гроб с секретом) — 1932
- Тайна египетского креста[англ.] — 1932
- Тайна американского пистолета[англ.] — 1933
- Тайна сиамских близнецов[англ.] — 1933
- Тайна китайского апельсина[англ.] — 1934
- Тайна Испанского мыса[англ.] — 1935
- Светильник Божий[англ.] (в других переводах — Божий светильник; Свет Божий; Свет небесный; Божественный свет; Загадка «Чёрного дома») — 1935
- Дом на полпути[англ.] — 1936
- Дверь между…[англ.] (в другом переводе — Дверь в мансарду) — 1936
- Расплата дьявола[англ.] (в другом переводе — Грозящая беда) — 1938
- Четвёрка червей[англ.] (в другом переводе — Сердца четырёх) — 1938
- Зубы дракона[англ.] — 1939
- Несчастливый город[англ.] (в другом переводе — Яд в коктейле) — 1942
- Жила-была старуха[англ.] — 1943
- Убийца — Лис[англ.] (в другом переводе — Загадка дигиталиса) — 1945
- Чудо десяти дней[англ.] — 1948
- Кот со многими хвостами[англ.] — 1949
- Две возможности[англ.] — 1950
- Происхождение зла[англ.] — 1951
- Король умер[англ.] — 1952
- Алые буквы[англ.] — 1953
- Застеклённая деревня[англ.] — 1954
- Расследует инспектор Куин[англ.] — 1956
- Последний удар[англ.] — 1958
- Лицом к лицу[англ.] — 1967
- Латунный дом[англ.] (в другом переводе — Дом Брасса) — 1968
- Последняя женщина в его жизни[англ.] — 1969
- Девять месяцев до убийства[англ.] (в другом переводе — Приятное и уединенное место) — 1971

### Друри Лейн
- Трагедия Х[англ.] — 1932
- Трагедия Y[англ.] — 1932
- Трагедия Z[англ.] — 1933
- Последнее дело Друри Лейна[англ.] — 1933 (в других переводах — Седьмой автограф Шекспира; Тень Шекспира)

### Уэзли Мелоун
- Я больше не коп[англ.] (в другом переводе — Я больше не полицейский) — 1969

### Переиздания
- Дверь между… (The Door Between) переиздано как Исчезающий труп[англ.] — 1941
- Жила-была старуха (There Was an Old Woman) переиздано как Быстрый и мертвый[англ.] — 1956